# Nyctyornis
Nyctyornis (Jardine & Selby, 1828) è un genere di uccelli della famiglia Meropidae. Il nome del genere deriva dal greco antico νυκτ nukt  "notte" e -ὄρνις  órnis "uccello".

## Descrizione
Come gli altri gruccioni, le specie di Nyctyornis sono uccelli vistosamente colorati con la coda lunga, un lungo becco ricurvo verso il basso e con macchie sulle ali. Essi sono principalmente di colore verde e con il muso e il petto colorato differentemente nelle due specie, coì come il nome comune indica.
I gruccioni di questo genere sono i soli gruccioni a non presentare una banda colorata sugli occhi e ad avere il becco di due colori. Queste due specie sono inoltre di grandi dimensioni e il gruccione barbazzurra è il più grande di tutti i gruccioni. 
Per via delle loro dimensioni e delle ali più arrotondate, questi gruccioni hanno un volo più pesante e meno aggraziato rispetto a quello delle specie del genere Merops.

## Biologia

### Voce
I loro versi differiscono da quelli degli altri gruccioni e sono in qualche modo più simili ai versi prodotti dalle ghiandaie.

### Alimentazione
Così come gli altri gruccioni, gli esemplari di questo genere si nutrono principalmente di insetti, specialmente api e
vespe, che catturano in volo; tuttavia a differenza degli altri gruccioni cacciano da soli o in coppia e stanno fermi per lunghi periodi prima di inseguire le loro prede. Il gruccione barbazzurra inoltre ricerca le sue prede nella vegetazione e talvolta sembrerebbe che le api siano attratte dal colore azzurro acceso del suo muso e petto, presumibilmente perché scambiato per un fiore.

### Riproduzione
Questi gruccioni nidificano in cunicoli scavati su pendii sabbiosi, ma non formano colonie.

## Tassonomia
Comprende le seguenti due specie:
- Nyctyornis amictus (Temminck, 1824) - gruccione barbarossa
- Nyctyornis athertoni (Jardine & Selby, 1828) - gruccione barbazzurra

Uno studio di filogenesi molecolare pubblicato nel 2007 sostiene che questo genere è basale rispetto agli altri generi della famiglia dei gruccioni e che quindi ne rappresenta un sister group.